# Contea di Crawford (Wisconsin)
La contea di Crawford (in inglese, Crawford County) è una contea dello Stato del Wisconsin, negli Stati Uniti. La popolazione al censimento del 2000 era di 17 243 abitanti. Il capoluogo di contea è Prairie du Chien.